# Víctor Rodríguez Andrade
Víctor Pablo Rodríguez Andrade (Montevideo, 2 de mayo de 1927-Montevideo, 19 de mayo de 1985) fue un futbolista uruguayo. Jugaba de lateral por ambas bandas y gran parte de su carrera profesional fue en el equipo de Peñarol de Uruguay. Además se consagró como campeón del mundo con su selección en Maracaná. 
Era sobrino por vía materna del exfutbolista uruguayo José Leandro Andrade.

## Trayectoria
Su primer club fue Central, institución en la que debutó con el plantel principal en el año 1945. Luego de los éxitos con su selección pasó, en 1952, al Peñarol de Montevideo, entidad con la que ganó dos campeonatos uruguayos, en 1953 y 1954.

### Luego del fútbol
Después de retirarse consiguió un trabajo como portero del Palacio Legislativo de Uruguay.

## Selección nacional
Ha sido internacional con la Selección de fútbol de Uruguay en 42 ocasiones sin marcar goles. Como máximo logro está el haber sido Campeón del Mundo en el año 1950.

### Participaciones en Copas del Mundo
| Mundial              | Sede   | Resultado    | Partidos | Goles |
| -------------------- | ------ | ------------ | -------- | ----- |
| Copa Mundial de 1950 | Brasil | Campeón      | 4        | 0     |
| Copa Mundial de 1954 | Suiza  | Cuarto lugar | 5        | 0     |

### Participaciones enCopa América
| Copa              | Sede    | Resultado      | Partidos | Goles |
| ----------------- | ------- | -------------- | -------- | ----- |
| Copa América 1947 | Ecuador | Tercer puesto  | 2        | 0     |
| Copa América 1953 | Perú    | Fase de grupos | 0        | 0     |
| Copa América 1955 | Chile   | Cuarto lugar   | 4        | 0     |
| Copa América 1956 | Uruguay | Campeón        | 5        | 0     |

## Clubes
| Club    | País    | Año       |
| ------- | ------- | --------- |
| Central | Uruguay | 1945-1952 |
| Peñarol | Uruguay | 1952-1957 |

## Palmarés

### Campeonatos nacionales
| Título              | Club    | País    | Año  |
| ------------------- | ------- | ------- | ---- |
| Campeonato Uruguayo | Peñarol | Uruguay | 1953 |
| Campeonato Uruguayo | Peñarol | Uruguay | 1954 |

### Copas internacionales
| Título                 | Club (*)           | Sede    | Año  |
| ---------------------- | ------------------ | ------- | ---- |
| Copa Mundial de Fútbol | Selección Uruguaya | Brasil  | 1950 |
| Copa América           | Selección Uruguaya | Uruguay | 1956 |

(*) Incluyendo la selección